# Autódromo La Chutana
Das Autódromo La Chutana ist eine permanente Motorsportrennstrecke rund 50 Kilometer südlich der Stadt Lima in San Bartolo in Peru. Sie ist nach dem Autódromo de Tacna die zweitlängste peruanische Rennstrecke.

## Geschichte
Die Rennstrecke wurde im April 2010 eröffnet. Sie hat 7 Kurven, eine Länge von rund 2420 Metern und wird gegen den Uhrzeigersinn befahren. Auf Grund der Streckenführung gilt sie als die derzeit schnellste Rennstrecke in Peru. Die Start- und Zielgerade wird auch für Drag-Racing-Veranstaltungen  (Viertelmeile) verwendet. 2013 wurde eine zusätzliche Kartrennstrecke südöstlich der Hauptrennstrecke errichtet.

## Veranstaltungen
- Campeonato Turismo Competición peruano (CCTC)
- Turismo Competición,  Serie TC 2000
- 6 Horas Peruanas (Langstreckenrennen)
- Los 200 km de Lima (2012)
- Campeonato SuperBike Peru
- Markenpokal TC Honda (ab 2013)
- Drag Racing